# Vlado Petković
Vlado Petković (cyryl. Владо Петковић, ur. 6 stycznia 1983 roku w Kraljevie) – serbski siatkarz grający na pozycji rozgrywający; reprezentant Serbii. Od sezonu 2018/2019 występuje w drużynie OK Crvena Zvezda Belgrad.
Na Mistrzostwach Świata w 2010 r. we Włoszech zdobył brązowy medal.
W 2011 r. w Austrii i Czechach zdobył mistrzostwo Europy.

## Sukcesy klubowe
Mistrzostwo Serbii i Czarnogóry:
- 2003
- 2006

Puchar Serbii:
- 2007, 2019

Mistrzostwo Serbii:
- 2007
- 2009, 2019
- 2008

Puchar Słowenii:
- 2010

Mistrzostwo Słowenii:
- 2011

MEVZA:
- 2011

Klubowe Mistrzostwa Azji:
- 2013

Mistrzostwo Iranu:
- 2013
- 2014

Mistrzostwo Grecji:
- 2017

## Sukcesy reprezentacyjne
Liga Światowa:
- 2003, 2005, 2008
- 2010

Mistrzostwa Europy:
- 2011
- 2005, 2007, 2013

Mistrzostwa Świata:
- 2010

## Nagrody indywidualne
- 2013: Najlepszy rozgrywający Klubowych Mistrzostw Azji